# بيل برادبري
بيل برادبري (بالإنجليزية: Bill Bradbury)‏ (3 أبريل 1933 في المملكة المتحدة - 9 أغسطس 1999 في المملكة المتحدة) هو لاعب كرة قدم بريطاني في مركز مهاجم داخلي. لعب مع برمنغهام سيتي وكوفنتري سيتي ونادي بوري ونادي ساوثبورت وهال سيتي وويغان أتلتيك وPrescot Cables F.C. ‏ ونادي ووركينغتون ونوزلي يونايتد ‏.

## وصلات خارجية
- بيل برادبري على موقع قاعدة بيانات كرة القدم.إي يو (الإنجليزية)